# Joan Sabater i Escudé
Joan Sabater i Escudé (Reus, 3 d'octubre de 1938) és un expolític i exjugador d'hoquei sobre patins català.

## Trajectòria
Conegut per la seva dedicació a l'hoquei sobre patins, n'arribà a ser primera figura a Catalunya. A excepció d'una breu temporada jugada al Barcelona, sempre jugà pel seu club, el Reus Deportiu. Capitanejà l'equip d'hoquei quan aquest prengué part en múltiples torneigs internacionals i van conquerir sis vegades consecutives el campionat d'Europa de campions de club. A nivell mundial, el seu equip va aconseguir el títol oficiós en un torneig celebrat a l'Estat de São Paulo. Defensant els colors de la selecció espanyola, va ser tres cops campió mundial i altres tres subcampió i 113 vegades internacional sènior. El 1974 es retirà com a jugador i el 1976 es convertí en seleccionador espanyol d'hoquei sobre patins masculí.
Fou regidor municipal en diverses legislatures i diputat al Parlament espanyol per la Unió de Centre Democràtic (UCD) ja en les Corts Constituents, presenciant en directe i gairebé en primera fila el cop d'estat protagonitzat per Tejero al febrer del 1981. Va ser president del Reus Deportiu entre 1995 i 2011, en un moment de fallida econòmica i esportiva. El 2009 va obtenir la placa de bronze de la reial orde del mèrit esportiu espanyol en la modalitat de patinatge. També té la medalla d'or de la ciutat entre d'altres.

### Judici d'apropiació indeguda i estafa
Pels fets constituïts durant el seu mandat al capdavant del club reusenc, la fiscalia de l'Audiència Provincial de Tarragona l'acusà d'apropiació indeguda i estafa de més de 75.000 euros del club, després d'haver carregat a dues targetes de crèdit de l'entitat una sèrie de despeses personals, entre les quals hi havia restaurants, puros, clíniques per perdre pes i centres comercials. Per aquests fets, la fiscalia sol·licità dos anys de presó i una indemnització per al club de 75.683'71 euros, xifra estimada de l'apropiació indeguda. Per la seva banda, l'Associació d'Amics del Reus Deportiu, en qualitat d'acusació particular sol·licità cinc anys de presó i una indemnització de 150.000 euros. El juny de 2021 es publicà la sentència del judici, realitzat dos mesos abans, amb el veredicte d'absolució per haver prescrit els fets imputats malgrat haver quedat provada la comissió del delicte, posant de manifest la despesa de 5000 euros a Andorra i París entre 2003 i 2006.

## Palmarès
Reus Deportiu
- 1 Campionat de Catalunya: 1967
- 3 Lligues Nacionals: 1965/66, 1966/67, 1968/69
- 4 Lligues Divisió d'Honor / Lligues espanyoles: 1969/70, 1970/71, 1971/72, 1972/73
- 4 Copes d'Espanya / Copes del Generalísimo: 1966, 1970, 1971, 1973
- 6 Copes d'Europa: 1966/67, 1967/68, 1968/69, 1969/70, 1970/71, 1971/72
- 1 Petita Copa del Món de Clubs: 1969

Espanya
- Campionat del Món: 1966, 1970, 1972
- Copa de les Nacions: 1967